# Municipio de Brokenstraw
El municipio de Brokenstraw (en inglés: Brokenstraw Township) es un municipio ubicado en el condado de Warren en el estado estadounidense de Pensilvania. En el año 2000 tenía una población de 2,098 habitantes y una densidad poblacional de 21 personas por km².

## Geografía
El municipio de Brokenstraw se encuentra ubicado en las coordenadas 41°53′00″N 79°19′59″O / 41.88333, -79.33306.

## Demografía
Según la Oficina del Censo en 2000 los ingresos medios por hogar en la localidad eran de $34,130 y los ingresos medios por familia eran $41,574. Los hombres tenían unos ingresos medios de $34,327 frente a los $20,776 para las mujeres. La renta per cápita para la localidad era de $16,924. Alrededor del 10,8% de la población estaban por debajo del umbral de pobreza.